# Синявка (Польща)
Синявка (пол. Sieniawka) — колишнє село в Польщі, в гміні Любачів Любачівського повіту Підкарпатського воєводства.

## Історія
У 1939 році в селі проживало 1080 мешканців, з них 970 українців-грекокатоликів, 25 українців-римокатоликів, 55 поляків і 30 євреїв. Село входило до ґміни Лісє Ями Любачівського повіту Львівського воєводства.
У середині вересня 1939 року німці окупували село, однак уже 26 вересня 1939 року мусіли відступити, оскільки за пактом Ріббентропа-Молотова територія належала до радянської зони впливу. 17 січня 1940 р. село включене до Любачівського району Львівської області. Тут Червона армія будувала доти лінії Молотова. В червні 1941, з початком Радянсько-німецької війни, село знову було окуповане німцями. В липні 1944 року радянські війська зайняли село.
У жовтні 1944 року Польщі віддані західні райони Львівської області, поляки почали терор, грабуючи й убиваючи українців.
5.02.45 поляки розстріляли родину Федора Босого (5 осіб). Загалом 27 осіб убито, спалено 12 і пограбовано 60 господарств, забрано 35 корів, 17 коней, 27 дрібної рогатої худоби, 2,2 т збіжжя (дані неповні).
4.03.45 поляки пограбували все село, забравши всіх коней (149), корів (176) і дрібну худобу (292) та все збіжжя (21,9 т), спалили 23 господарства та вбили 22 особи (поданий поіменний список).
9.03.45 польське військо вбило 25 осіб (поданий поіменний список).
Українське населення депортоване, а село припинило існування.

## Церква
Замість згорілої в 1848 р. церкви у 1877 р. звели нову дерев'яну церкву Воздвиження Чесного Хреста. Була парафіяльною церквою Любачівського деканату Перемишльської єпархії.